# Феоноя
Феоноя (грец. Θεονόη) або Ідофея (Ейдофея) (грец. Ειδοθέα) — персонаж давньогрецької міфології, дочка єгипетського царя Протея і Псамафи, сестра Феоклімена.
У Гомера її ім'я Ідофея, вона дала пораду Менелаю, як зв'язати Протея, що герой і зробив.
У трагедії Евріпіда «Єлена» її ім'я Феоноя (Θεονόη), а в дитинстві вона носила ім'я Ідо. Феоноя — жриця, яка допомогла Єлені разом з переодягненим Менелаєм втекти від Феоклімена. Феоклімен хоче стратити Феоною, але її рятує втручання Діоскурів.